# Бартоломео Берреччі

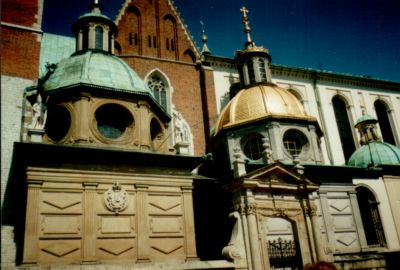
Каплиця Сигізмунда 1519–1533 рр

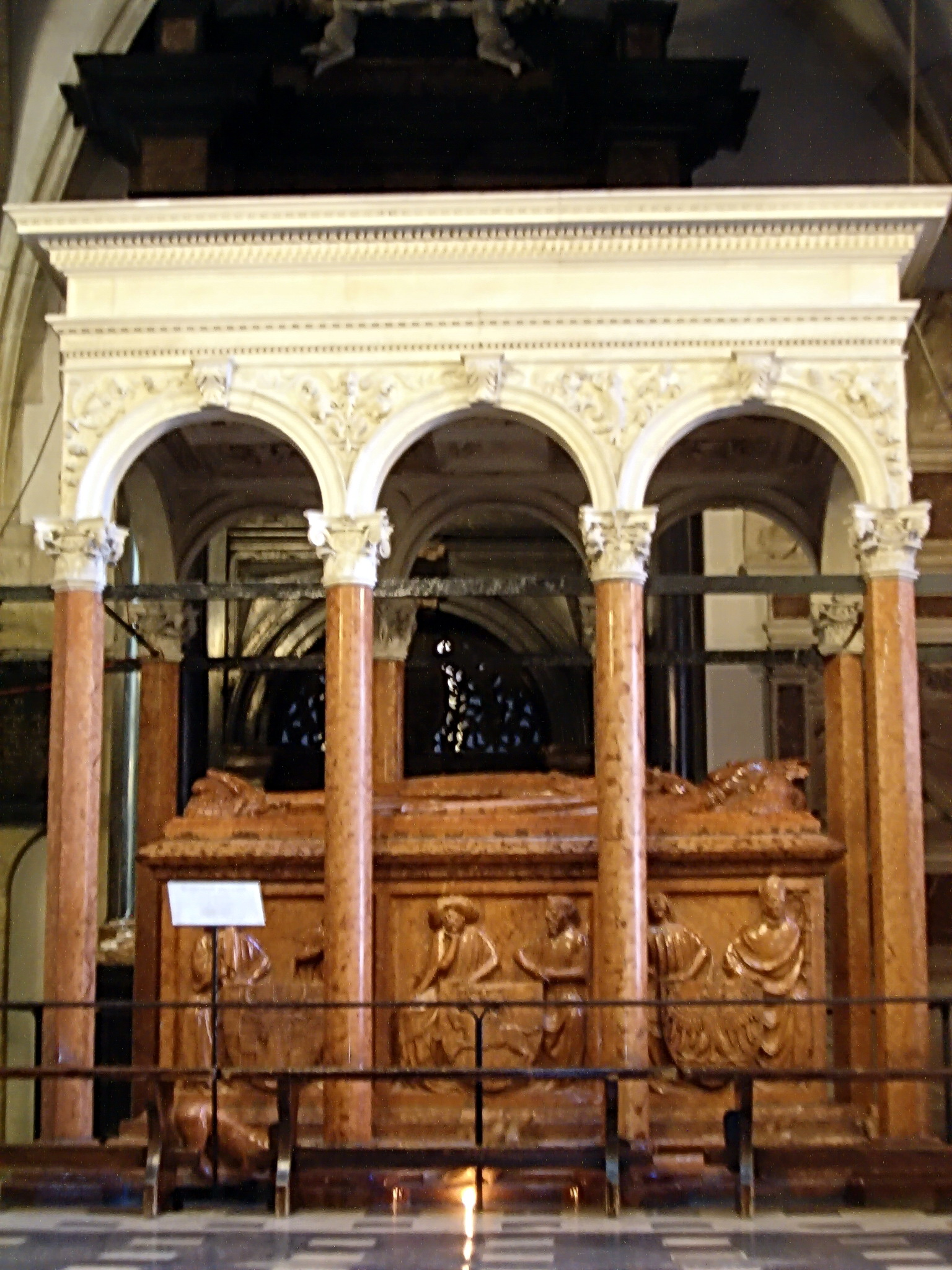
Навіс над надгробком Владислава ІІ Ягайла 1519–1524 рр.

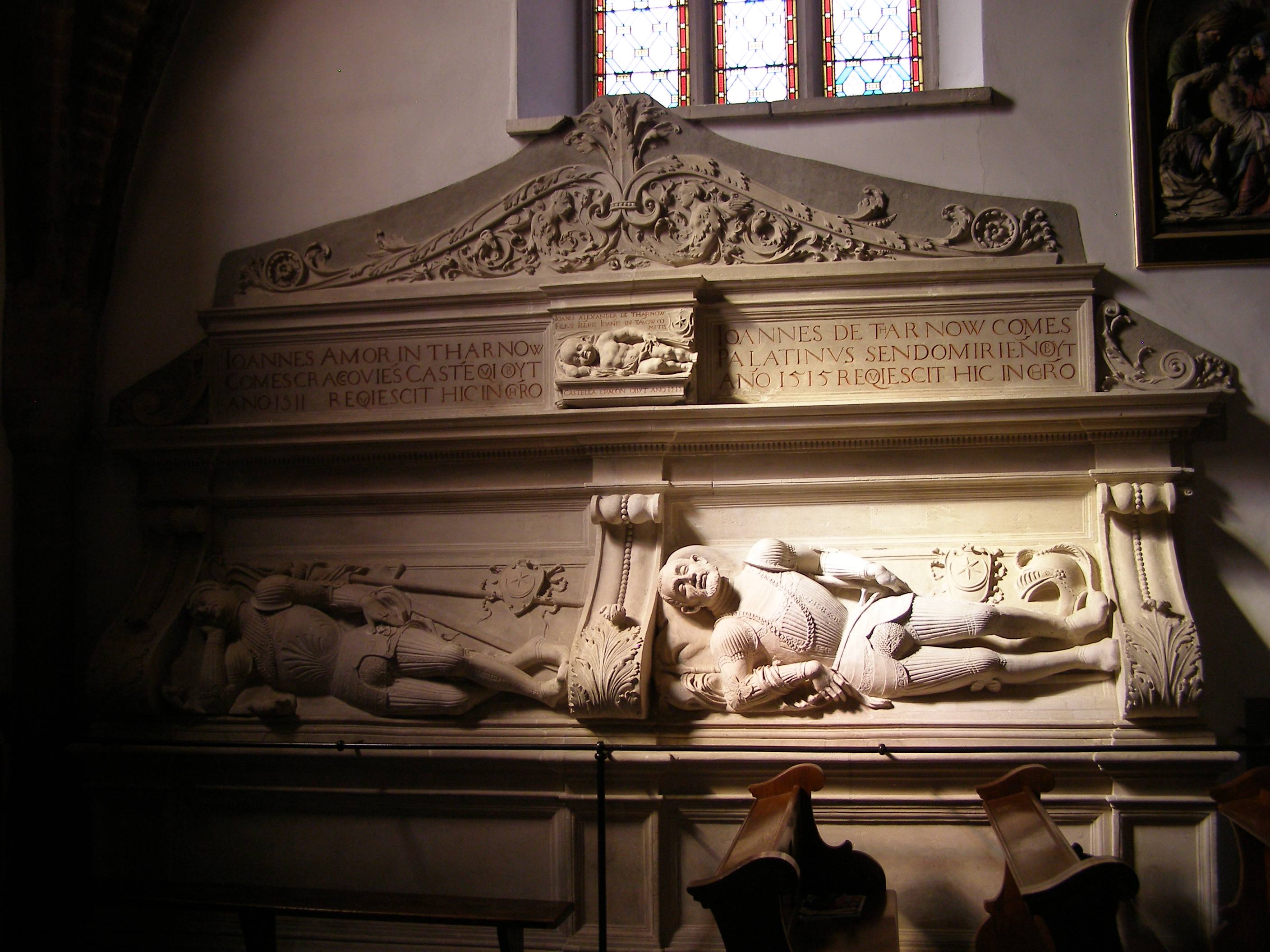
Надгробок трьох Янів у Тарнові

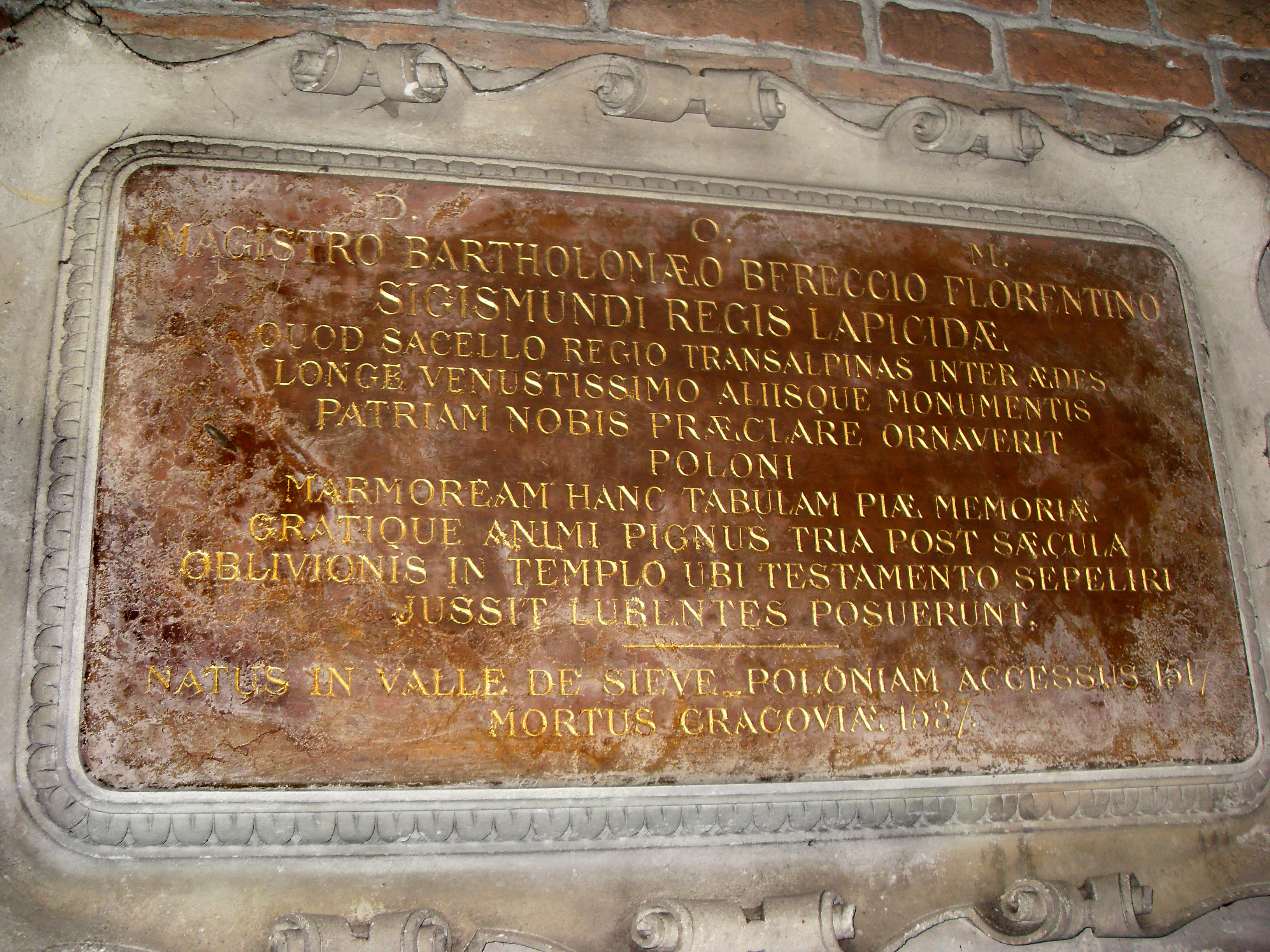
Епітафія Б. Береччі в костелі Божого Тіла в Кракові

Бартоломео Берреччі (народився близько 1480 р. у Понтасьєві поблизу Флоренції, помер у серпні 1537 р. у Кракові ) — італійський архітектор і скульптор доби Відродження, активний діяч при дворі польського короля Сигізмунда I Старого .

## Біографія
Ймовірно, він отримав освіту у флорентійського скульптора Андреа Феруччі (або його учнів). До Польщі його привіз близько 1516 року примас Ян Ласький . У 1528 році він отримав громадянство міста Казімєж, а з 1533 року був міським радником. Він очолив краківську майстерню скульптури та каменю Францішека Флоренчика (пом. 1516) разом із групою італійських художників, які там працювали (Бернардинус де Джаноттіс, Джованні Чіні з Сієни, Миколай Кастільоне, п’ять членів родини Солі). Він виконав роботи у Кракові, Неполоміце, Познані, Тарнові. Він заробив значні статки в Польщі, був власником шести краківських кам'яниць, двох суконних яток, майданів і цегельні за містом. Він одружився з Мавгожатою Шелонгувною, а потім з Доротою Чарновойською. Його вбив інший італієць перед палацом «Під Баранами» в Кракові. Згідно з його проханням, похований у підвалі каплиці св. Анни в костелі Божого Тіла на краківському Казімєжі. У 2009 році Краківська міська рада присвоїла ім’я митця площі в районі вулиць Старовишльної та Дайвор на краківському Казімєжі  .

## Реалізації
- Найважливішою роботою Берреччі в Польщі є похоронна каплиця короля Сигізмунда Старого у Вавельському соборі (1519 [3] -1533); вона є однією із найвидатніших творів італійського Відродження в Польщі (статуя Сигізмунда Августа та надгробок Анни Ягеллонки були додані через кілька десятиліть).

Інші роботи:
- розширення Вавельського замку
- розширення замку в Неполоміце
- внутрішній ґанок і зовнішній балкон костелу Св. Марії в Кракові близько 1520 року
- надгробний пам'ятник краківського єпископа Яна Конарського у Вавельському соборі 1521 р.
- надгробок єпископа Яна Любранського в катедрі в Познані 1522–1525 рр.
- балдахін над могилою короля Владислава Ягайла, виготовлений до 1524 р.
- пам'ятник (тільки скульптура, архітектурне оформлення Яна Марії Падовано ) Барбари, уродженої Течинської Тарновської (майстерня Беречі) у соборі в Тарнові приблизно з 1530 року.
- надгробок Петра Томіцького, краківського єпископа (помер у 1535 р.) у Вавельському соборі 1532–1533 рр.
- Вілла Деціюша у Волі Юстовській
- надгробний пам'ятник Миколая Шидловецького в парафіяльному костелі в Шидловці († 1525), сина Станіслава Шидловецького .

## Виноски
1. 1 2 3  Catalog of the German National Library
2. ↑  https://www.bip.krakow.pl/_inc/rada/uchwaly/shw_pdf.php?id=49245
3. ↑  Dynastie – Jagiellonowie (вид. I). Warszawa: AGORA S.A. 2010. с. 8. ISBN 978-83-268-0081-8.

## Додаткова література
- Polski Słownik Biograficzny. Т. 1. Kraków: Polska Akademia Umiejętności – Skład Główny w Księgarniach Gebethnera i Wolffa. 1935. с. 467–469. Reprint: Zakład Narodowy im. Ossolińskich, Kraków 1989, ISBN 8304034840.